# Hayes Peak, Östantarktis
Hayes Peak är en bergstopp i Antarktis. Den ligger i Östantarktis. Australien gör anspråk på området. Toppen på Hayes Peak är 240 meter över havet.
Terrängen runt Hayes Peak är kuperad åt sydväst, men åt nordost är den platt. Havet är nära Hayes Peak åt nordost.  Trakten är obefolkad. Det finns inga samhällen i närheten. 